# Arrows A8
Pour les articles homonymes, voir A8.
Chronologie des modèles (1985 - 1986)
Arrows A7 Arrows A9
L'Arrows A8 est une monoplace de Formule 1 engagée par l'écurie britannique Arrows dans le cadre des saisons 1985 et 1986 du championnat du monde de Formule 1. Elle est pilotée par Gerhard Berger et Thierry Boutsen puis par Boutsen, Marc Surer et Christian Danner.

## Historique
En 1985, l'Arrows A8 se révèle être capable de quelques coups d'éclats comme en témoigne la deuxième place de Thierry Boutsen à Saint-Marin. Cependant des problèmes techniques entachent la saison de l'équipe qui termine huitième du championnat des constructeurs avec 14 points, devant Tyrrell et derrière Renault. Côté pilotes, Gerhard Berger termine vingtième et dernier, avec 3 points, derrière Ivan Capelli ; Thierry Boutsen termine onzième avec 11 points, devant Patrick Tambay et derrière Niki Lauda. 
En 1986, l'équipe reconduit Thierry Boutsen et accueille à nouveau Marc Surer, déjà présent entre 1982 et 1984. Le pilote suisse se blesse grièvement dans un accident de rallye, où son copilote Michel Wyder meurt, avant le Grand Prix du Canada ; Arrows engage uniquement la monoplace de Boutsen sur cette manche. La carrière de Surer en Formule 1 est terminée, il est remplacé par Christian Danner dès le Grand Prix suivant. À la fin de la saison, l'A8 est devenue totalement dépassée : Arrows termine dernier du championnat des constructeurs avec un point, derrière Brabham. Seul Christian Danner est classé, dix-huitième avec 1 point, devant Philippe Alliot et derrière Riccardo Patrese.

## Résultats en championnat du monde de Formule 1

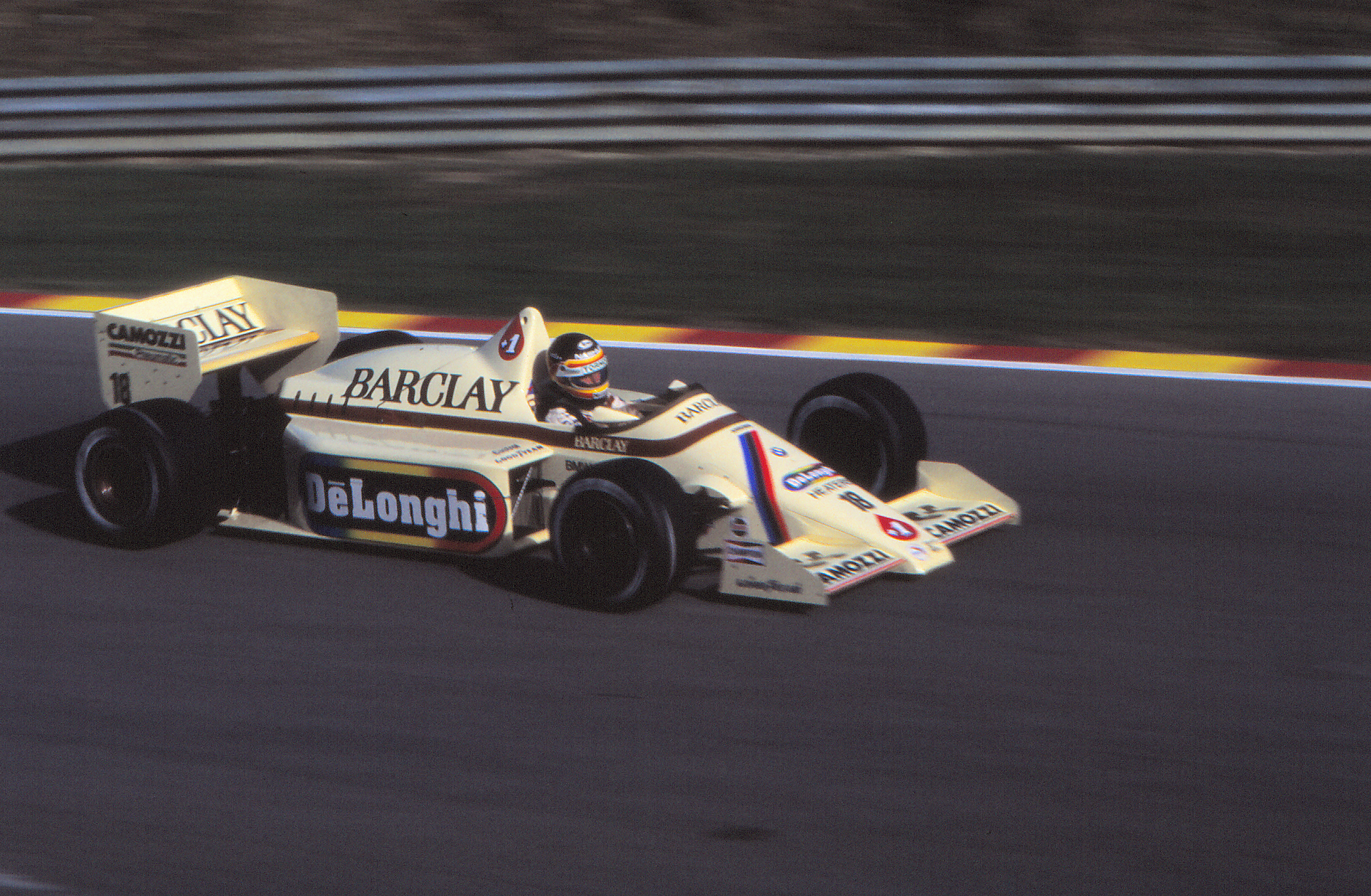
Thierry Boutsen à bord de l'Arrows A8 au Grand Prix d'Europe 1985.

| Saison | Écurie             | Moteur              | Pneus    | Pilotes          | Courses | Courses | Courses | Courses | Courses | Courses | Courses | Courses | Courses | Courses | Courses | Courses | Courses | Courses | Courses | Courses | Points inscrits | Classement |
| Saison | Écurie             | Moteur              | Pneus    | Pilotes          | 1       | 2       | 3       | 4       | 5       | 6       | 7       | 8       | 9       | 10      | 11      | 12      | 13      | 14      | 15      | 16      | Points inscrits | Classement |
| ------ | ------------------ | ------------------- | -------- | ---------------- | ------- | ------- | ------- | ------- | ------- | ------- | ------- | ------- | ------- | ------- | ------- | ------- | ------- | ------- | ------- | ------- | --------------- | ---------- |
| 1985   | Barclay Arrows BMW | BMW M12/13 L4 turbo | Goodyear |                  | BRÉ     | POR     | SMR     | MON     | CAN     | DET     | FRA     | GBR     | ALL     | AUT     | P-B     | ITA     | BEL     | EUR     | AFS     | AUS     | 14              | 8e         |
| 1985   | Barclay Arrows BMW | BMW M12/13 L4 turbo | Goodyear | Gerhard Berger   | Abd.    | Abd.    | Abd.    | Abd.    | 13e     | 11e     | Abd.    | 8e      | 7e      | Abd.    | 9e      | Abd.    | 7e      | 10e     | 5e      | 6e      | 14              | 8e         |
| 1985   | Barclay Arrows BMW | BMW M12/13 L4 turbo | Goodyear | Thierry Boutsen  | 11e     | Abd.    | 2e      | 9e      | 9e      | 7e      | 9e      | Abd.    | 4e      | 8e      | Abd.    | 9e      | 10e     | 6e      | 6e      | Abd.    | 14              | 8e         |
| 1986   | Barclay Arrows BMW | BMW M12/13 L4 turbo | Goodyear |                  | BRÉ     | ESP     | SMR     | MON     | BEL     | CAN     | DET     | FRA     | GBR     | ALL     | HON     | AUT     | ITA     | POR     | MEX     | AUS     | 1               | 10e        |
| 1986   | Barclay Arrows BMW | BMW M12/13 L4 turbo | Goodyear | Marc Surer       | Abd.    | Abd.    | 9e      | 9e      | 9e      | Np.     |         |         |         |         |         |         |         |         |         |         | 1               | 10e        |
| 1986   | Barclay Arrows BMW | BMW M12/13 L4 turbo | Goodyear | Christian Danner |         |         |         |         |         |         | Abd.    | 9e      | Abd.    | Abd.    |         | 6e      | 8e      | 11e     | 9e      | Abd.    | 1               | 10e        |
| 1986   | Barclay Arrows BMW | BMW M12/13 L4 turbo | Goodyear | Thierry Boutsen  | Abd.    | 7e      | 7e      | 8e      | Abd.    | Abd.    | Abd.    | Nc.     | 8e      |         | Abd.    |         | 7e      | 10e     | 7e      | Abd.    | 1               | 10e        |

Légende : ici